# Paracelis
Paracelis là một đô thị hạng 3 ở tỉnh Tỉnh Mountain, Philippines. Theo điều tra dân số ngày 1/7/2007, đô thị này có dân số 24.705 người.

## Barangay
Paracelis được chia thành 9 barangay.
- Anonat
- Bacarri
- Bananao
- Bantay
- Butigue
- Bunot
- Buringal
- Palitod
- Poblacion